# Zosterops semiflavus
Zosterops semiflavus (лат.) — исчезнувший вид воробьиных птиц из семейства белоглазковых. Известен только с островка Мэри-Анн северо-восточных Внутренних Сейшельских островов (сообщения о наблюдениях этих птиц на других островах не подтверждены). Один экземпляр хранится в Музее естествознания в Лондоне.

## Описание
Достигали длины 10 см, длина крыльев составляла 5,8—6,3 см, хвоста 3,8 см. Основной окрас был зелено-желтый, бока каштановые. Вокруг глаза — белое кольцо. Лоб и линия выше глаз были желтыми, верх головы — желто-оливковым, крылья и хвост чёрными, а нижние части тела — бледно-желтыми. Об экологии этих птиц ничего не известно.